# Mandevilla pinifolia
Mandevilla pinifolia là một loài thực vật có hoa trong họ La bố ma. Loài này được (A.St.-Hil.) ined. mô tả khoa học đầu tiên.